# Julietta
Julietta, H. 273 (també com a Julietta o la clau dels somnis, es va estrenar en francès amb el nom de Juliette ou la Clé des songes i en txec com a Julietta aneb Snář), és una òpera en tres actes composta per Bohuslav Martinů sobre un llibret del mateix compositor basat en Juliette, ou La clé des songes de l'autor francès Georges Neveux. Es va estrenar el 16 de març de 1938 al Teatre Nacional de Praga dirigida per Václav Talich. Julietta s'ha considerat àmpliament com l'obra mestra de Martinů.

## Representacions

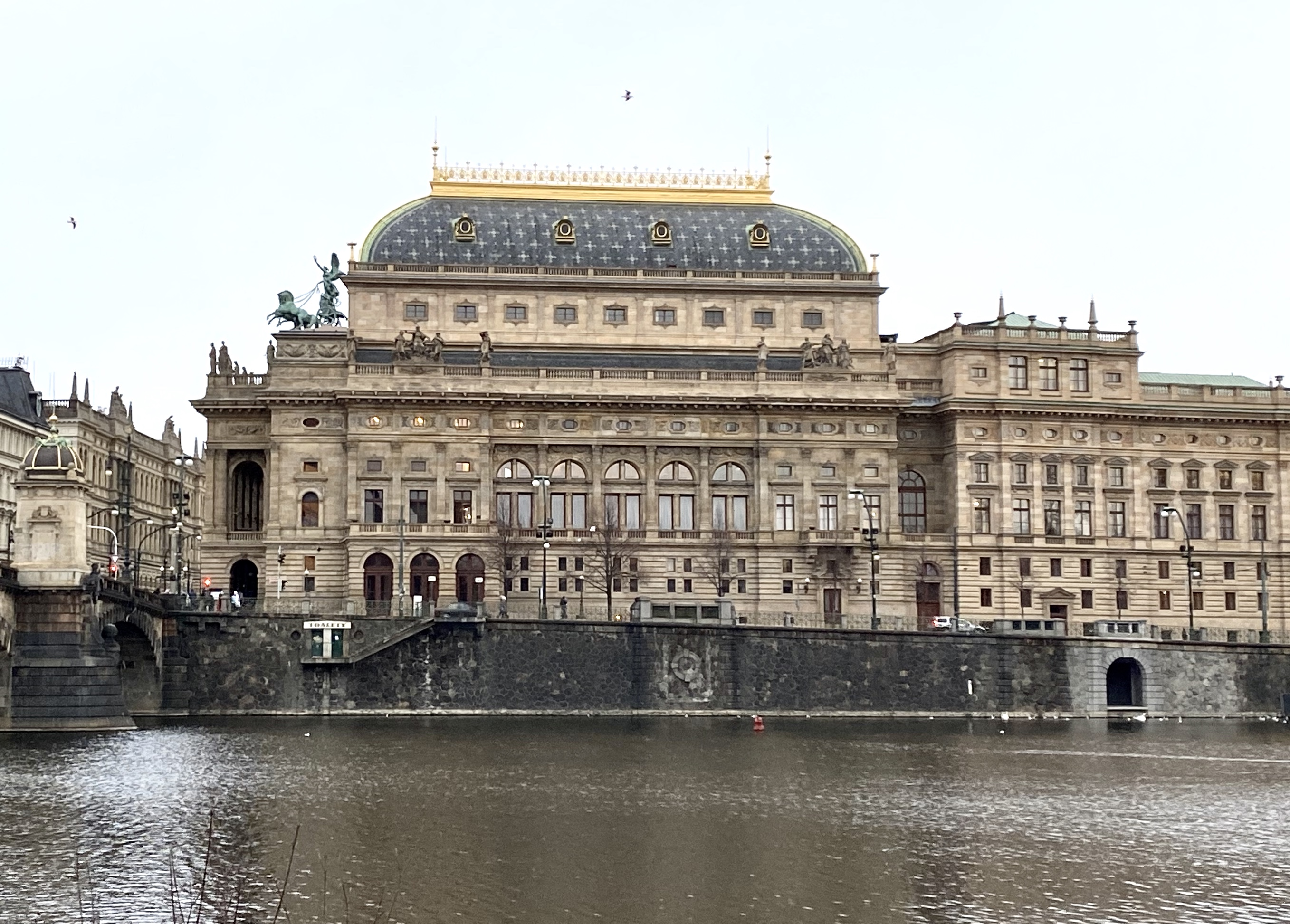
Teatre Nacional de Praga, on es va estrenar

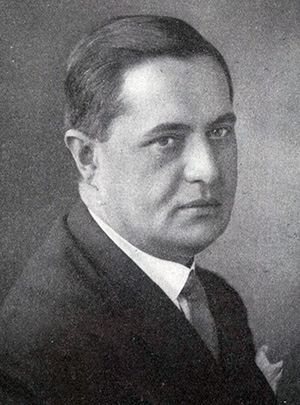
Václav Talich, el director de l'estrena

Martinů va conèixer l'obra de Neveux l'any 1932, dos anys després de la seva estrena al Théâtre de l'Avenue de París (8è districte) el 7 de març de 1930. Sembla que Neveux havia arribat a un acord amb Kurt Weill per basar una comèdia musical en la seva obra, però en escoltar part de la música de Martinů, va passar el seu favor al txec. El treball inicial de l'òpera es va dur a terme amb el text en francès, però una versió en txec es va establir entre maig de 1936 i gener de 1937.
En el moment de la seva estrena, Martinů havia escrit vuit òperes en diversos estils. L'obra va rebre la seva primera representació al Teatre Nacional de Praga el 16 de març de 1938 (com Julietta aneb Snář ), amb Václav Talich dirigint, uns mesos abans que Martinů fes la seva última visita al seu país de naixement. Des de París va escriure a Talich expressant el seu profund agraïment al director per la seva "comprensió" que "va mostrar a tots els que van treballar amb tu el camí correcte". Neveux també havia estat present a l'estrena, i va jutjar l'òpera com millor que el seu original en prosa.
Posteriorment, l'òpera només s'ha representat de manera intermitent en aquell teatre; es van muntar noves produccions el 1963 i el 1989, i una producció d'Opera North es va veure tres vegades l'any 2000. El 2012 es va representar al London Coliseum.
El compositor va estar present a l'estrena alemanya a Wiesbaden el gener de 1956. Una producció de l'⁣Òpera de Bielefeld a Alemanya dirigida per Geoffrey Moull va rebre vuit representacions el 1992. A França, una emissió de ràdio l'any 1962 va ser dirigida per Charles Bruck, mentre que l'estrena escènica va ser al Grand Théâtre d'⁣Angers el 1970
L'estrena britànica es va fer l'abril de 1978 a Londres per la New Opera Company al London Coliseum, dirigida per Charles Mackerras en una traducció a l'anglès de Brian Large, amb Joy Roberts i Stuart Kale en els papers principals, i va ser reviscuda per l'Òpera Nacional Anglesa la temporada següent. Hi va haver una producció de la Guildhall School of Music and Drama el 1987 dirigida per Howard Williams, amb el paper principal compartit entre Juliet Booth i Sarah Pring. Després d'una actuació al Festival d'Edimburg d'una companyia eslovaca visitant el 1990, la següent producció britànica va ser de l'Opera North el 1997, amb Rebecca Caine i Paul Nilon. Una producció de Richard Jones a París el 2002 va ser reviscada per l'Òpera Nacional anglesa el setembre/octubre de 2012 amb crítiques entusiastes en general.
El Teatre de Bremen d'Alemanya va estrenar una nova producció el 29 de març de 2014 sota la direcció de John Fulljames. Andreas Homoki i Fabio Luisi van muntar una nova producció a l'Òpera de Zúric amb Joseph Kaiser com a Michel el 2015 i la Berlin Staatsoper va estrenar una nova producció el 28 de maig de 2016 a la seva casa temporal del Schiller Theatre, amb Daniel Barenboim dirigint l'orquestra, Claus Guth dirigint l'escena, amb Magdalena Kožená com a Juliette i Rolando Villazón com a Michel.
L'ambientació de Martinů del seu llibret és principalment lírica encara que no hi ha àries en solitari ampliades. El "diatonisme estès" de les obres madures del compositor es caracteritza juntament amb "els ritmes motrius que es troben en el seu Doble Concert de 1938, especialment quan la trama avança ràpidament.
Jan Smaczny observa que la capacitat del compositor per caracteritzar, perfeccionada com a observador de la vida d'un poble petit, quan un nen que viu a la torre del rellotge de Polička ofereix una seqüència de "taules pintades nítidament" amb un "carnaval de caricatures", tant còmics com punyent. Per als cantants, hi ha el factor que les seccions significatives de l'obra són diàlegs més que cant, tot i que l'experiència de Martinů en una varietat d'obres teatrals abans d'aquesta, la seva novena òpera, li permet teixir les paraules pronunciades com a part integral de l'impacte de l'òpera, "allunyant el públic de la qualitat sovint onírica del teixit musical". En els moments clau de la partitura s'introdueix algun fragment de melodia en un acordió fora de l'escenari i un fragment melòdic que simbolitza l'enyorança. Smaczny comenta que "el suggeriment és tot en aquesta partitura, i Martinů té un èxit sorprenent a l'hora d'estimular la imaginació sovint amb una economia impressionant".
L'òpera va ser una de les obres preferides del compositor, i en va incorporar alguns compassos en la seva darrera simfonia el 1953.
Hi ha dos papers principals: Juliette (soprano) i Michel (tenor). James Helmes Sutcliffe va comentar a Opera News sobre "la bella partitura de Martinů" i sobre la seva "música lírica i atmosfèrica". Hindle i Godsil han publicat un estudi psicoanalític de l'òpera i l'han analitzat en el context de la vida de Martinů.
L'òpera va ser reviscuda al Teatre Nacional de Praga el 16 de març de 2018, en el 80è aniversari de la seva estrena.

## Suite orquestral
Martinů va començar a preparar una obra de concert de l'òpera, Tres fragments de Julietta, amb canvis a les línies vocals originals, després de l'estrena de l'òpera i després del seu retorn a París. Tanmateix, l'esclat de la Segona Guerra Mundial va interrompre el seu treball, i els seus treballs en aquesta composició van continuar fins a la seva mort el 1959. La partitura es va perdre després de la mort de Martinů, fins al 2002, quan Aleš Březina va descobrir la reducció per a piano de la partitura entre una col·lecció privada de papers. Després que Březina tornés a Praga per adaptar-la a una partitura orquestral completa, l'editorial txeca DILIA va revelar que ja existia una partitura completa als seus arxius. Sir Charles Mackerras va dirigir l'estrena mundial de Three Fragments from Julietta amb l'⁣Orquestra Filharmònica Txeca el desembre de 2008.

## Argument

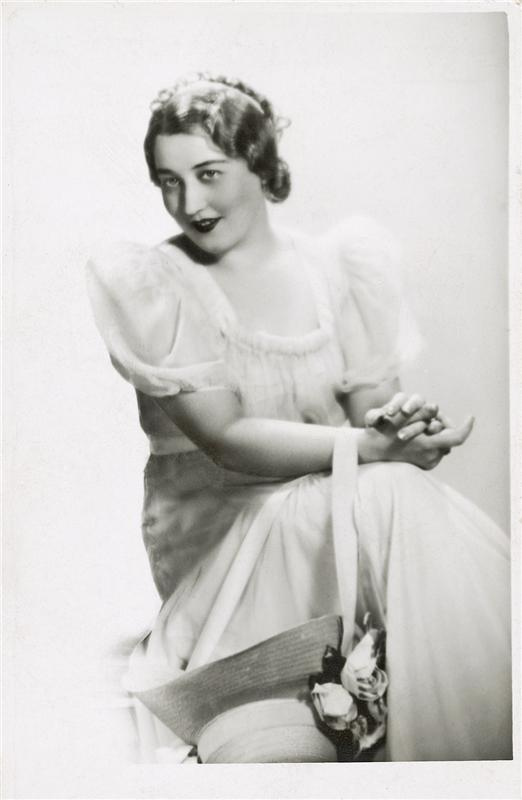
Ota Horáková com a Juliette

La trama es desenvolupa en una petita ciutat al costat del mar.

## Enregistraments
- Le Chant du Monde (1962, en viu a París): Bruck/Esposito/Giraudeau
- Supraphon (1964) SU 3626-2 612: Antonín Zlesák, Zdeněk Otava, Ivo Žídek, Maria Tauberová; Orquestra i cor del Teatre Nacional de Praga; Jaroslav Krombholc, director
- ORF (2002, en viu a Bregenz): Bernet/Westbroek/Chum
- Supraphon (2009) Suite de l'òpera Juliette H 253B & Tres fragments de l'òpera Juliette H 253A Orquestra Filharmònica Txeca dirigida per Charles Mackerras.
- Oehms Classics (2014, en viu a Frankfurt): Kurt Streit, Juanita Lascarro, Beau Gibson, Boris Grappe. Orquestra de l'Òpera de Frankfurt dirigida per Sebastian Weigle (en alemany).[20]

- Le Chant du Monde (1962, en directe a París): Andrée Esposito (Julietta), Jean Giraudeau (Michel), Charles Bruck
- Supraphon (1964) SU 3626-2 612: Maria Tauberová (Julietta), Ivo Žídek (Michel), Orquestra i Cor del Teatre Nacional de Praga ; Jaroslav Krombholc, director, amb Antonín Zlesák, Zdeněk Otava
- ORF (2002, en directe a Bregenz): Eva-Maria Westbroek (Julietta), Johannes Chum (Michel), Orquestra Simfònica de Viena dirigida per Dietfried Bernet
- Oehms Classics (2014 en directe, Frankfurt): Juanita Lascarro (Julietta), Kurt Streit (Michel), Òpera de Frankfurt dirigida per Sebastian Weigle